# Носенко Надія Сергіївна
Надія Сергіївна Носенко (16 листопада 1918, Олександрія (нині Кіровоградська область) — 13 серпня 2010) — українська скульпторка. Членкиня Національної спілки художників України з 1967 р. 

## Життєпис
Надія Носенко народилася в місті Олександрія у 1918 році. 1941 року закінчила Дніпропетровське державне художнє училище. Одружена зі скульптором Іваном Носенком.
Основні роботи: Горельєф на фронтоні Запорізького українського музично-драматичного театру ім. В. Магара (1951—1952), пам'ятник «Металург» у м. Запоріжжя (1967), пам'ятник «Морякам-десантникам», м. Бердянськ (1972), «Запорізький сталевар А. Гаврилюк» (1976), пам'ятник Шевченку Т. Г. (Полтавська область), 1974 та інші.

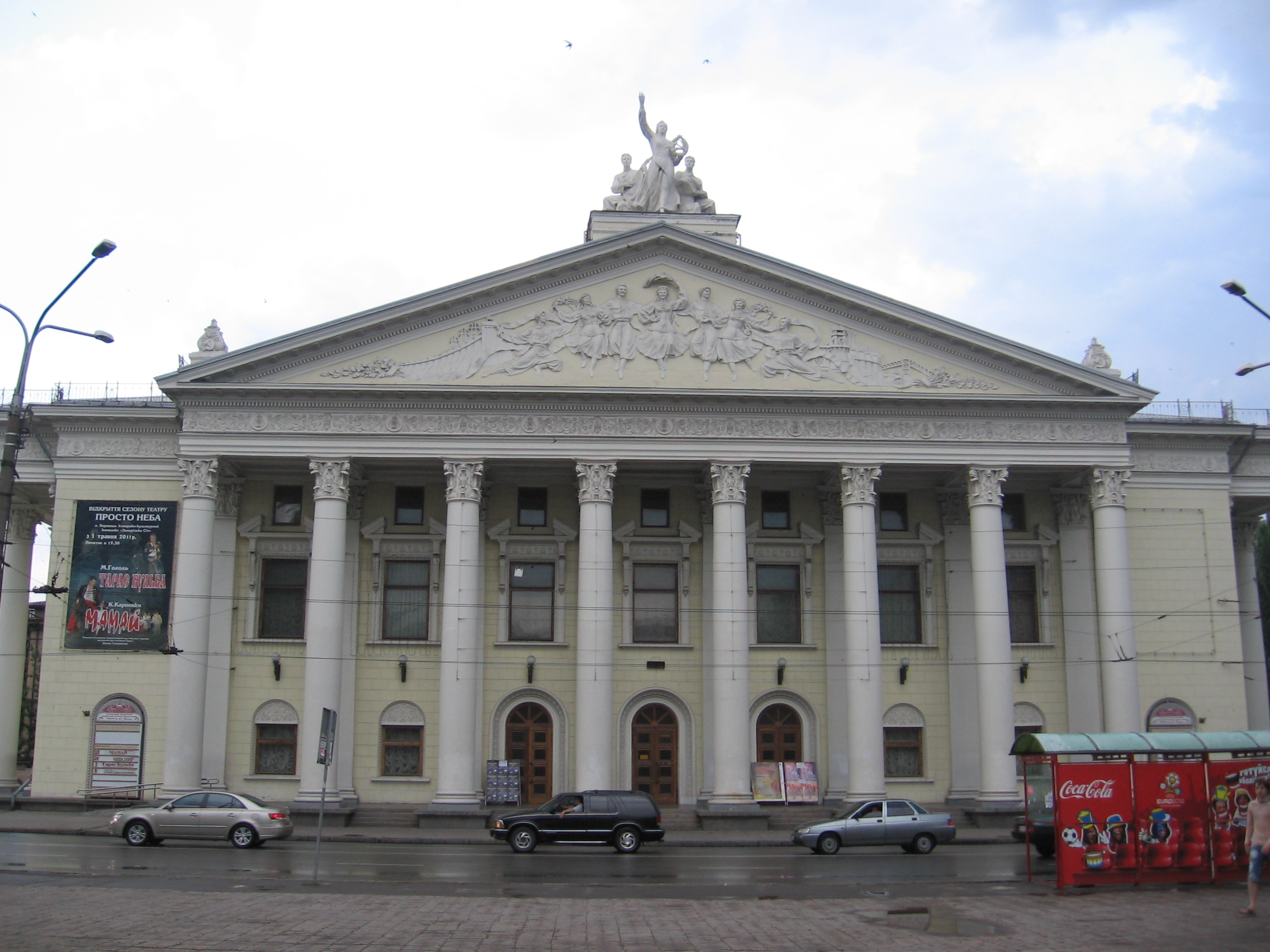
Горельєф на фронтоні театру імені Магара